# Monstereophonic – Theaterror vs. Demonarchy
Monstereophonic – Theaterror vs. Demonarchy' je album finske glasbene skupine Lordi. Izšel je leta 2016 pri založbi AFM Records.

## Seznam skladb
1. "SCG8: One Message Waiting" - 1:10
2. "Let’s Go Slaughter He-Man (I Wanna Be the Beast-Man in the Masters of the Universe)" - 4:30
3. "Hug You Hardcore" - 3:40
4. "Down with the Devil" - 4:29
5. "Mary Is Dead" - 4:37
6. "Sick Flick" - 4:00
7. "None for One" - 4:15
8. "SCG VIII: Opening Scene" - 1:22
9. "Demonarchy" - 6:01
10. "The Unholy Gathering" - 5:09
11. "Heaven Sent Hell on Earth" - 5:43
12. "And the Zombie Says" - 6:23
13. "Break of Dawn" - 5:47
14. "The Night the Monsters Died" - 7:13